# Thredbo
Thredbo est une station de ski dans le sud des Snowy Mountains en Nouvelle-Galles du Sud, Australie, dans le comté de la Snowy River et le parc national du Kosciuszko. Thredbo est situé à proximité de la ville de Jindabyne. L'accès des véhicules se fait par l'Alpine Way depuis Jindabyne ou Khancoban.
La station de sports d'hiver de Thedbo a été fondée en 1957. Le village se trouve à 1 365 mètres d'altitude et le point culminant à 2 037 mètres soit une dénivellation de 672 m (la plus grande d'Australie). On y trouve des pistes pour débutants à skieurs confirmés sur un domaine skiable de 480 hectares disposant de 14 remontées mécaniques. La plus longue piste fait 5,9 km, de Karels T-Barre à Friday-Flat.
Thredbo sert de base de départ pour l'exploration de la région du Mont Kosciuszko, la plus haute montagne d'Australie.

## Références

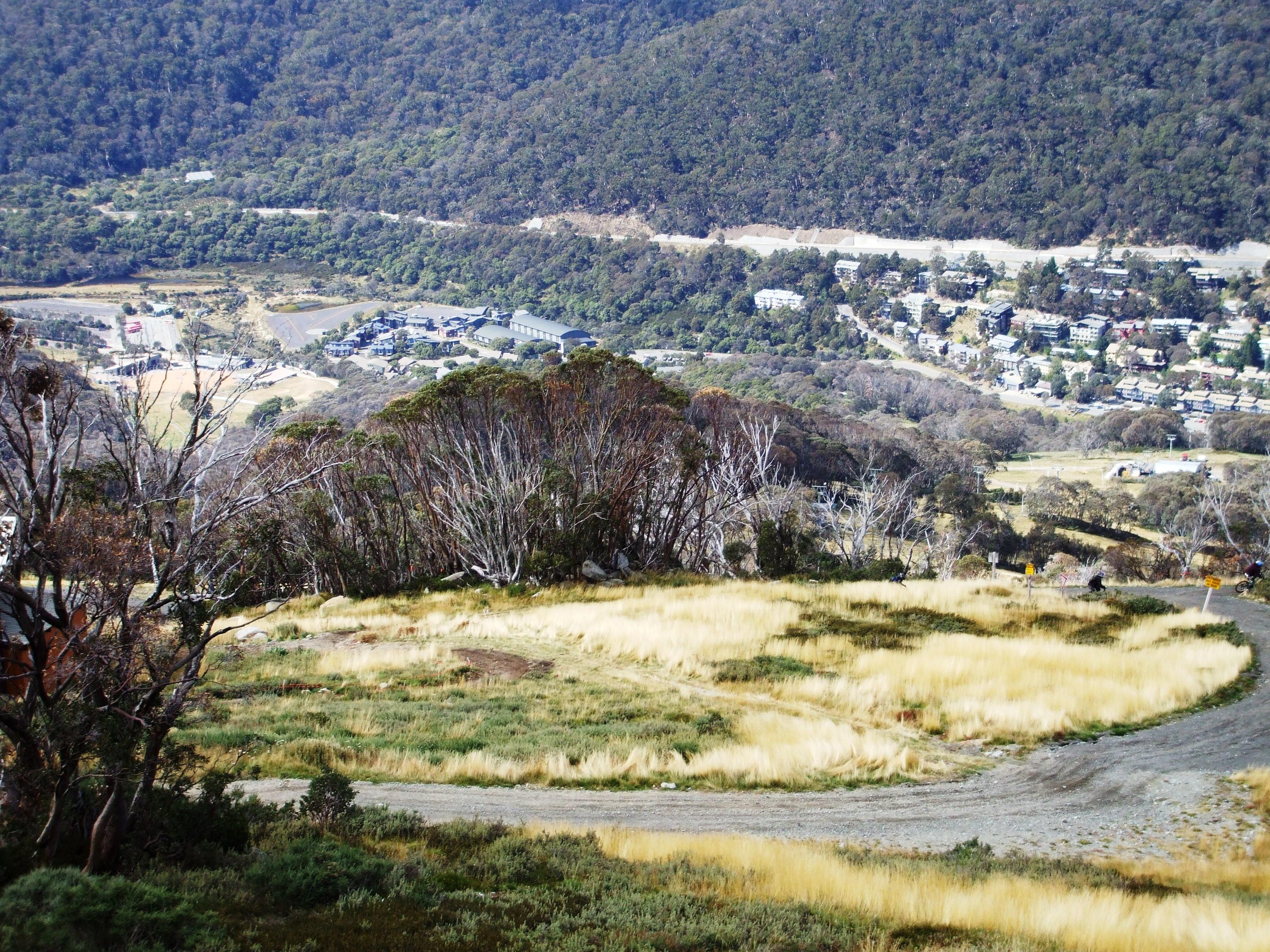
Thredbo Village, mars 2008.

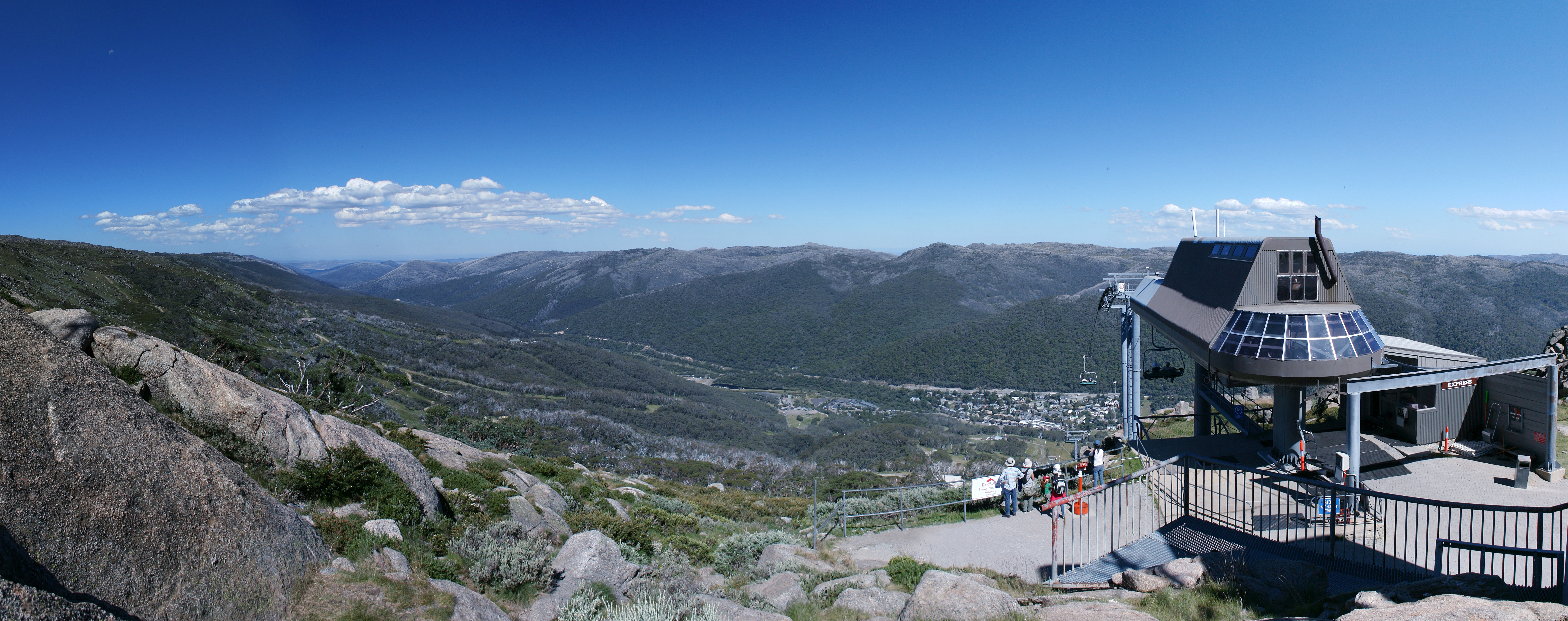
Le village de Thredbo